# Leptomantis
Leptomantis é um género de anfíbios da família Rhacophoridae. Está distribuído por Tailândia, Vietname, Malásia, Singapura, Indonésia, Brunei e Filipinas.

## Espécies
- Leptomantis angulirostris (Ahl, 1927)
- Leptomantis belalongensis (Dehling and Grafe, 2008)
- Leptomantis bimaculatus Peters, 1867
- Leptomantis cyanopunctatus (Manthey and Steiof, 1998)
- Leptomantis fasciatus (Boulenger, 1895)
- Leptomantis gadingensis (Das and Haas, 2005)
- Leptomantis gauni (Inger, 1966)
- Leptomantis harrissoni (Inger and Haile, 1959)
- Leptomantis malkmusi (Dehling, 2015)
- Leptomantis penanorum (Dehling, 2008)
- Leptomantis pseudacutirostris (Dehling, 2011)
- Leptomantis robinsonii (Boulenger, 1903)
- Leptomantis rufipes (Inger, 1966)